# Tyrannus vociferans
A Tyrannus vociferans a madarak (Aves) osztályának verébalakúak (Passeriformes) rendjébe, ezen belül a királygébicsfélék (Tyrannidae) családjába tartozó faj.

## Rendszerezése
A fajt William John Swainson angol ornitológus írta le 1826-ban.

## Alfajai
- Tyrannus vociferans vociferans Swainson, 1826
- Tyrannus vociferans xenopterus Griscom, 1934[2]

## Előfordulása
Kanada, az Amerikai Egyesült Államok, Mexikó, Belize, Guatemala és Honduras területén honos. Természetes élőhelyei a szubtrópusi vagy trópusi síkvidéki és hegyi esőerdők, füves puszták és cserjések, valamint legelők, ültetvények és szántóföldek. Vonuló faj.

## Megjelenése
Testhossza 20,5–23 centiméter, testtömege 41,4-45 gramm körüli.
|  |

## Életmódja
Elsősorban rovarokkal és gyümölcsökkel táplálkozik, de pókokat és kisebb rágcsálókat is elejt.

## Természetvédelmi helyzete
Az elterjedési területe rendkívül nagy, egyedszáma pedig stabil. A Természetvédelmi Világszövetség Vörös listáján nem fenyegetett fajként szerepel.